# ملوین سیتی
ملوین سیتی (انگلیسی: Melvin Sitti؛ زادهٔ ۱۴ فوریهٔ ۲۰۰۰) بازیکن فوتبال اهل فرانسه است.
از باشگاه‌هایی که در آن بازی کرده‌است می‌توان به باشگاه فوتبال نوریچ سیتی و باشگاه فوتبال سوشو اشاره کرد.